# Alfonso Pantisano

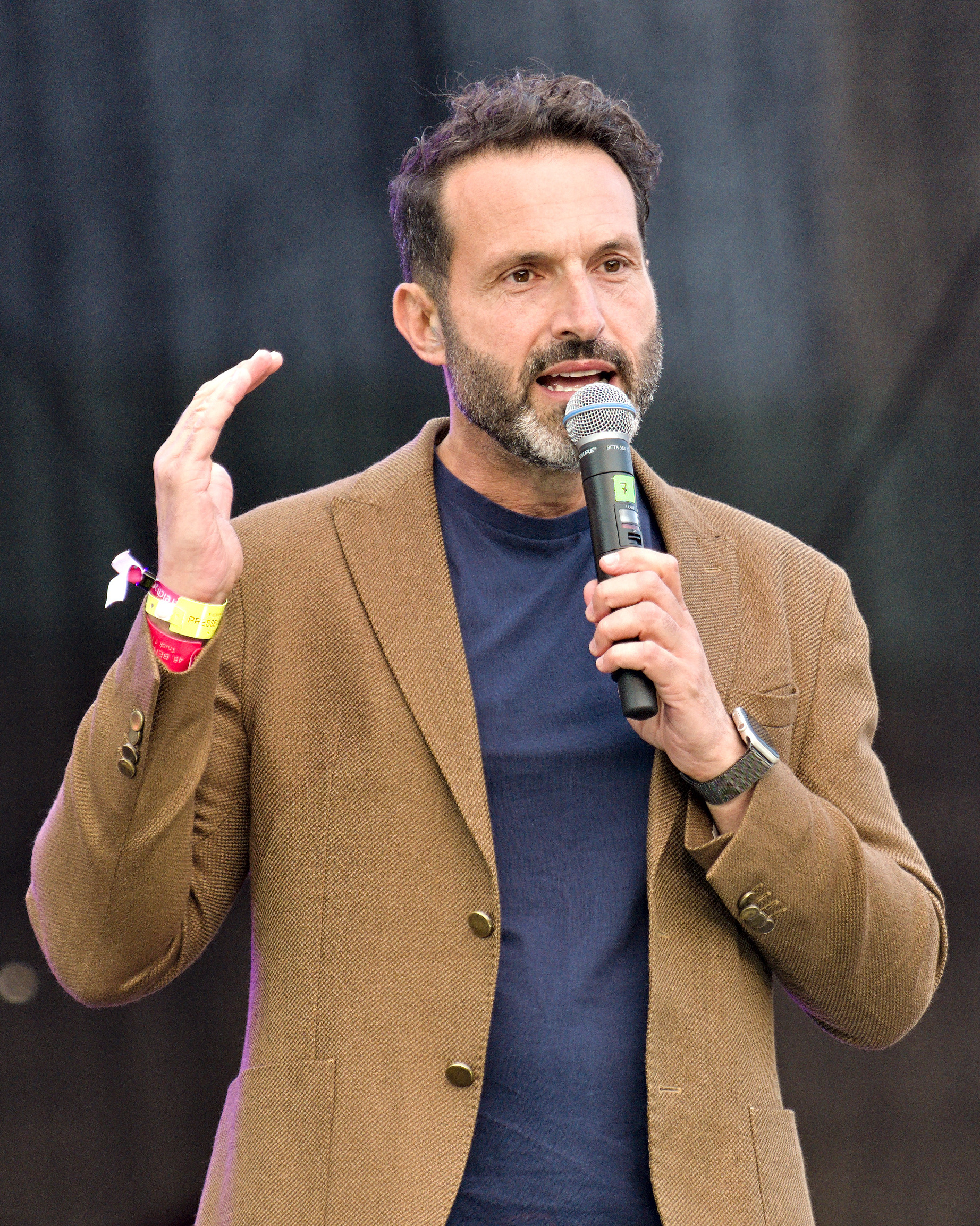
Alfonso Pantisano (2023)

Alfonso Pantisano (geboren 1975 in Waiblingen) ist ein deutscher LGBT-Aktivist und Politiker (SPD). 2023 wurde er als Referent des Berliner Senats zur ersten „Ansprechperson Queeres Berlin“ (Queerbeauftragter) ernannt.

## Leben
Alfonso Pantisano ist ein Sohn italienischer Gastarbeiter aus Kalabrien. Er wurde in Waiblingen geboren, verbrachte jedoch seine Kindheit bis zum zwölften Lebensjahr in Italien mit Besuchen bei den Eltern in Deutschland. 2003 zog er nach Berlin, wo er seither lebt. Beruflich war er als Moderator für Automobilhersteller und kommunale Auftraggeber tätig. Außerdem arbeitete er als Model. Mehrere Jahre lang war er im arabischen Raum tätig und dort in TV-Werbespots zu sehen.
Pantisano, der offen schwul lebt, ist Mitbegründer der Initiative „Enough is Enough“  (Genug ist genug), die 2013 aus Protesten gegen das Anti-Homosexuellen-Gesetz in Russland hervorgegangen war und sich weltweit gegen Homophobie und gegen die Diskriminierung Homosexueller einsetzt. Im Jahr 2017 wurde er Mitglied der SPD, nach eigenen Angaben, weil die Sozialdemokraten ihr Wahlversprechen eingehalten und die „Ehe für alle“ umgesetzt hatten. Er war Vorsitzender der SPDqueer in Berlin, einer Arbeitsgemeinschaft der Partei für Akzeptanz und Gleichstellung. Als er 2019 in den Bundesvorstand des LSVD (Lesben- und Schwulenverband in Deutschland e. V.) gewählt wurde, hob er seine Herkunft hervor und erklärte, er wolle im LSVD stärkere Akzente auf den Kampf gegen Rassismus setzen.
Von 2020 bis 2024 war er Co-Vorsitzender des SPD-Kreisverbandes Berlin-Pankow; er ist Abteilungsvorstand der SPD-Helmholtzplatz. Er war persönlicher Referent der Bundesvorsitzenden der SPD Saskia Esken und zuvor Referent der Berliner Senatorin für Inneres Iris Spranger (SPD).
Pantisanos Bruder ist der Stuttgarter Linken-Politiker Luigi Pantisano.

## Queerbeauftragter in Berlin
Am 11. Juli 2023 wurde Alfonso Pantisano vom Berliner Senat zur ersten „Ansprechperson Queeres Berlin“ (offizielle Bezeichnung: Ansprechperson der Landesregierung Berlin für die Akzeptanz sexueller und geschlechtlicher Vielfalt) ernannt auf einer Referentenstelle befristet bis 2026 in der Senatsverwaltung für Arbeit, Soziales, Gleichstellung, Integration, Vielfalt und Antidiskriminierung von Cansel Kiziltepe (SPD). Als sein Ziel gibt er an, insbesondere den weniger sichtbaren und hörbaren Teilen der queeren Gemeinschaft eine Stimme zu verleihen.
Aufgrund seines Engagements wurde er selbst zum Ziel von Hass und Drohungen, die er öffentlich machte, um auf die Feindseligkeiten gegenüber queeren Personen aufmerksam zu machen. Trotz der Bedrohungen betonte er, nicht aufgeben zu wollen und weiterhin laut für die Rechte der queeren Community einzustehen. Er erhält Unterstützung von Organisationen wie der Schwulenberatung und dem SchwuZ, die sein Engagement und seine schnelle Einarbeitung in die vielfältigen Themen der Community hervorheben.
In seiner Amtszeit prangerte Pantisano wiederholt öffentlich Queerfeindlichkeit an und verurteilte homophobe Angriffe. Er forderte einen besseren Schutz für queere Menschen und kritisierte das fehlende gesellschaftliche Aufbegehren gegen solche Übergriffe. Im Oktober 2024 kritisierte er jedoch Äußerungen des SPD-Generalsekretärs Kevin Kühnert zu homophoben Erfahrungen mit muslimischen Männergruppen als „antimuslimischen Rassismus“. Sein Post dazu war mit einem Foto versehen, auf dem er als Model für eine Kampagne in der arabischen Welt eine Kufiya trägt. Berliner SPD-Mitglieder distanzierten sich daraufhin in einem offenen Brief von ihm.

## Sonstiges
Er ist Mitglied im Arbeiter-Samariter-Bund, der Arbeiterwohlfahrt und der Gewerkschaft ver.di. Zudem setzt er sich für die Obdachlosenhilfe, die Tafel und den Verein Sea-Watch ein. Pantisano gibt an, fünf Sprachen zu beherrschen.